# 陳徽崇
陳徽崇（1947年9月23日—2008年7月27日），是馬來西亞一名藝術家、教育家及作曲家，《二十四節令鼓》的共同創作人之一，有「大馬華人音樂教父」之稱。陳徽崇妻子衛燕貞，兒子陳光裕，女兒陳光梅。
陳徽崇於1947年在海南島瓊東縣出生，6歲隨母定居馬來西亞霹靂州安順，1971年於台灣師範大學畢業，主修理論作曲。翌年，任教於台灣台北永和國中。1973年，陳徽崇返回馬來西亞，並於柔佛州新山寬柔中學任教。

## 音樂事業
陳徽崇在1979年聯同寬柔中學合唱團4位學生創作及發表大馬現代詩曲。1988年與文化人陳再藩（小曼）共同創作《二十四節令鼓》。2000年與陳再籓、陳清水聯合製作大型史詩歌舞劇《南方之路》。除音樂創作外，陳徽崇在1991年創辦了柔佛音樂藝術學院，成立數以十計的合唱團，更曾多次帶領合唱團到國內及國外多處演出，並在首屆中國黃河壺口國際合唱節中獲得頌黃河壺口杯和最佳表演獎。

## 成就
陳徽崇於2001年獲得第三屆大馬表演藝人薪傳獎之「個人成功榮譽獎」。2007年，獲提名首屆「國家文化人物」，與陳再籓合作的《二十四節令鼓》則被提名為國家文物遺產。2008年，馬來西亞的團結、文化、藝術及文物部長宣布將陳徽崇及其他四人列為「國寶級文化遺產在世人物」；同年，新山南方學院決定將「第二屆南方人文精神獎」頒予陳徽崇。

## 逝世
2006年，陳徽崇被證實罹患癌症，隨即接受各種治療，於2008年7月27日因癌細胞擴散，於家中病逝，終年61歲。

## 作品
独唱：
- 《悟》
- 《春晓》
- 《无题》
- 《秋思》
- 《蝶舞》
- 《发志》
- 《启舞》
- 《陋石之歌》
- 《记忆的树》
- 《情义人间》
- 《天狼星之歌》
- 《爱心献猪农》
- 《宽柔人》
- 《火炬之歌》
- 《花踪之歌》
- 《亚华之歌》
- 《长青宽柔》
- 《南方之路》

重唱：
- 《流放是一种伤》

女声合唱：
- 《根的岁月》
- 《至善至乐佛法》

混声合唱：
- 《刻背》
- 《星夜行程》
- 《如風如日》
- 《云与飞檐》
- 《风中口占》
- 《迷失在山雾里》
- 《青春的火苗》
- 《绽》-宽中合唱团团歌
- 《宽柔进行曲》-宽中管乐团团歌

## 網站
- 陳徽崇紀念網頁Tan Hooi Song Memorial Website
- 陈徽崇 星夜行程 专辑 (Youtube) （页面存档备份，存于）